# Giuseppe Renda (pittore)

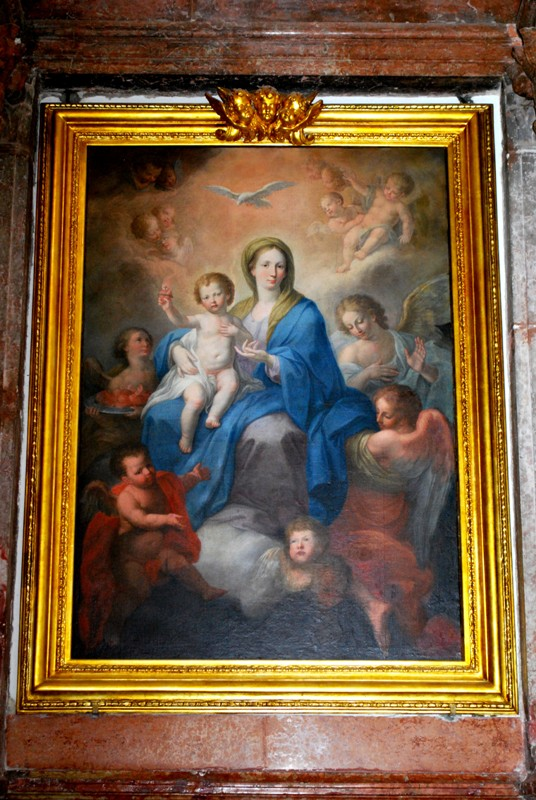
Dipinto della Madonna del Lume (Basilica di Santa Maria Assunta)

Giuseppe Renda, detto l'Aroddu (Alcamo, 13 giugno 1772 – Palermo, 20 ottobre 1805), è stato un pittore italiano.

## Biografia
Nato da una famiglia di contadini, era il terzogenito figlio di Antonio di Vito (detto "Arollo") e Francesca Lo Serro di Giuseppe. Venne battezzato con il nome di Giuseppe Antonino.
La sua abitazione si trovava nella via Commendatore Navarra, detta "strada di li putieddi" a causa delle baracche di vendita che erano allestite in questa strada durante la fiera franca della Compagnia di San Giacomo. Da giovane lavorava per il duomo.
La sua attività di pittore ebbe inizio durante l'adolescenza, quando un giorno disegnò per capriccio il ritratto di un cappellano con un carboncino su un muro. Dopo avere visto tale ritratto, l'arciprete don Benedetto Mangione lo indirizzò agli amministratori del comune. Fu dunque accolto sotto la protezione del nobile Pietro Lombardo. Ciò gli permise all'età di 14 anni di studiare arte presso il maestro Giuseppe Velasquez a Palermo. Alcuni sostengono che assieme a lui studiò l'artista Giuseppe Patania.
Terminati gli studi, ritornò ad Alcamo, dove a partire dal 1790 eseguì molti dipinti a sfondo religioso. In questi anni morì sua madre (1789) e suo padre si risposò con Vincenza Pirrello (1790).
Nel 1796, a seguito della morte del padre, Giuseppe Renda si trasferì nella casa in via Rossotti dove abitava sua sorella Antonina.
Morì a soli 33 anni a causa della tisi nel 1805 a Palermo e venne sepolto nella cripta del convento dei padri cappuccini.

## Opere
I dipinti di Giuseppe Renda affrontano soprattutto tematiche di carattere religioso. Le figure femminili, soprattutto le Madonne, possiedono una bellezza e umanità uniche; basta osservarne l'espressione del volto o la luce intorno.
Si contano a suo nome 5 opere certe (delle quali 3 riportanti la data e la firma dell'autore) e 38 opere a lui attribuite. 14 dei suoi dipinti sono andati persi. Tra le opere del Renda conservate ad Alcamo, si annoverano:
- nove dipinti su tela ispirate alla vita di Gesù e Maria, che si trovavano fino al 1993 nei due saloni nel Palazzo Mauriello (già Palazzo Mangione) ad Alcamo[11] e che ora si trovano all'interno di collezioni private ad Alcamo e Mazara del Vallo.[12] Tali opere sono:[13]
  - Presentazione di Maria Santissima al Tempio, olio su tela conservato a Mazara del Vallo[14]
  - Natività di Gesù, olio su tela conservato nella banca Don Rizzo[6][15]
  - Fuga in Egitto, olio su tela conservato a Mazara del Vallo[16]
  - Samaritana al pozzo di Sichar, olio su tela conservato nella sede del Comune di Alcamo
  - Apparizione al lago di Tiberiade, olio su tela conservato a Mazara del Vallo
  - Battesimo di Gesù, olio su tela conservato a Mazara del Vallo
  - Noli me tangere, olio su tela conservato a Mazara del Vallo[17]
  - Gesù Cristo e la vedova di Naim, olio su tela conservato nella sede del Comune di Alcamo
  - I pellegrini di Emmaus, olio su tela conservato a Mazara del Vallo
- Circoncisione del Gesù (1797), chiesa del Gesù - ispirata da un'incisione di Ciro Ferri[6]
- Madonna del Rosario (1798), chiesa di Sant'Oliva[6][8]
- Addolorata (1798), chiesa di Sant'Oliva[6][8]
- Addolorata (1798), chiesa di Santa Maria di Gesù, restaurata nel 1943 da Guido Gregorietti e trafugata nel 1979[8][18] Nel 1916 Leonardo Mirabile ne dipinse una copia, che si trova nella chiesa di Sant'Anna sotto il nome di Madonna della Confusione
- Addolorata (attribuita), dipinto ad olio su tela ovale collocato sotto il crocifisso del "Preziosissimo Sangue" nella chiesa di San Francesco d'Assisi[19]
- Madonna del Lume, pala di altare di forma rettangolare collocata nella Basilica di Santa Maria Assunta[6][20]
- Sacra Famiglia, Chiesa della Sacra Famiglia
- Sacra Famiglia, opera commissionata dalla famiglia Speciale e conservata in una collezione privata[11]
- Il Cuore di Maria e il Cuore di Gesù, olio su tela conservato nella chiesa madre[11]
- Sacro Cuore di Gesù Bambino, dipinto ad olio su tela conservato in una collezione privata[21]
- Madonna con Gesù e San Giovannino (attribuito), olio su tela in una collezione privata[11]
- Madonna del Riposo (attribuito), olio su ardesia in una collezione privata[22]
- Madonna della Catena (attribuita), olio su tela posizionato sull'altare maggiore della chiesa della Madonna della Catena.[23] Fu restaurato nel 1947 dal pittore Benedetto Violante[20]
- Madonna di Passavia, dipinto ad olio su tela conservato nel monastero di Santa Chiara[24][25]
- Immacolata, Assunta e Assunzione di Maria in cielo, quadretti conservati all'interno di una collezione privata e non più reperibili[26]
- Immacolata (attribuito), olio su tela di forma rettangolare custodito in una collezione privata[27]
- Immacolata (attribuito), olio su tela di forma ovale custodito in una collezione privata[27]
- Madonna dei Raggi, olio su tela conservato all'interno di una collezione privata[28]
- Cristo Redentore, Museo d'arte sacra[29]
- Santissimo Salvatore (attribuito), olio su tela custodito all'interno del Museo d'arte sacra[30]
- Santissima Trinità, dipinto su tela un tempo custodito a casa di privati, non più reperibile[26]
- Adorazione dei pastori, rubata nel 1993[27]
- Ritratto dell'arciprete Benedetto Mangione (1793), olio su tela conservato al Museo d'arte sacra all'interno della basilica di Santa Maria Assunta[3][7][29]
- San Giuda Taddeo, olio su tela conservato nella chiesa madre[24][28]
- Madonna della Provvidenza[24]
- Miracolo di San Vincenzo Ferreri (1793), dipinto su tela custodito nella chiesa della Madonna del Rosario[12][24]
- Madonna dell'Alto (attribuita),[31] dipinto su tela trafugato nel 2003.[20]
- Madonna dei Miracoli, trafugata. Era collocata in un'edicola votiva[32]
- Madonna dei Miracoli (attribuito), olio su tela conservato all'interno del monastero della Badia Nuova[33]
- Madonna dei Miracoli, dipinto ad olio su lamina metallica conservata all'interno del monastero dell'Angelo Custode[20]
- Madonna dei Miracoli, quadretto su lamina metallica conservata all'interno di una collezione privata[26]
- Madonna dei Miracoli (attribuito), dipinto su lamiera di forma ovoidale arricchito da una cornice dorata con motivi floreali, conservato all'interno della chiesa dei Santi Paolo e Bartolomeo[19]
- Madonna con Bambino, tela conservata un tempo all'interno di una collezione privata, non più reperibile[26]
- Madonna con Bambino, tela conservata un tempo all'interno di una collezione privata, rubata[19]
- San Giuseppe dipinto ad olio su un supporto in rame ovale, conservato all'interno di una collezione privata[26]
- Gesù, Maria e Giuseppe, quadretto di proprietà di un privato, non più reperibile[20]
- San Francesco Giovanni Regis, un tempo conservato all'interno di una collezione privata, non più reperibile[26]
- Ritratto di papa Pio VI, olio su tela conservato nella chiesa madre[7]
- Ritratto di don Antonino Mangione (attribuito), olio su tela conservato all'interno dell'Istituto Mangione[7]
- Ritratto di Donna Francesca De Blasi (moglie di don Antonino Mangione), olio su tela conservato in una collezione privata[3]
- Ritratto di Monsignore Ugo Papè di Valdina, dipinto ad olio su tela conservato nella chiesa madre[19]
- Ritratto del poeta Pietro Lombardo, non più reperibile.[19]

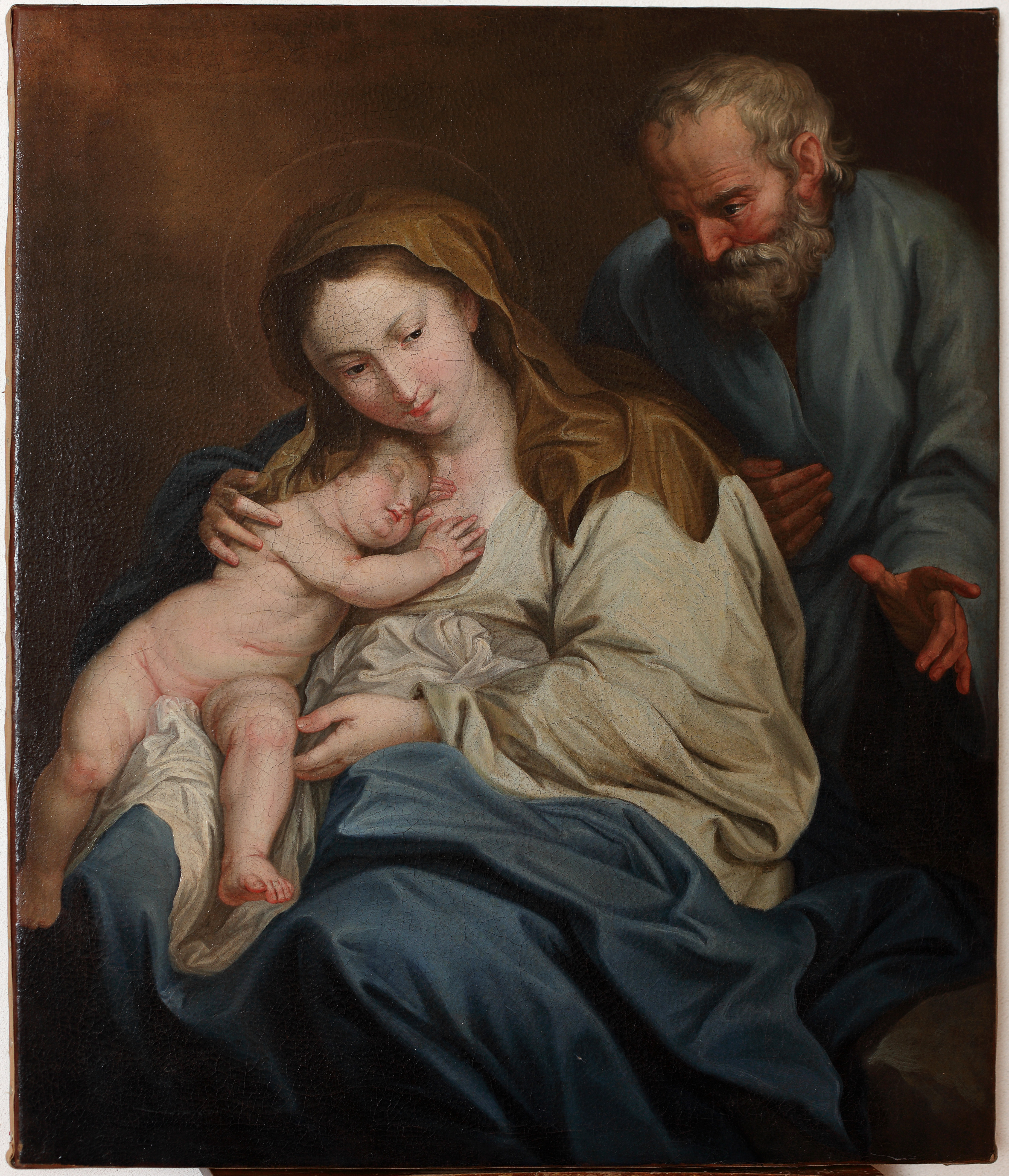
Dipinto della Sacra Famiglia (Chiesa della Sacra Famiglia)
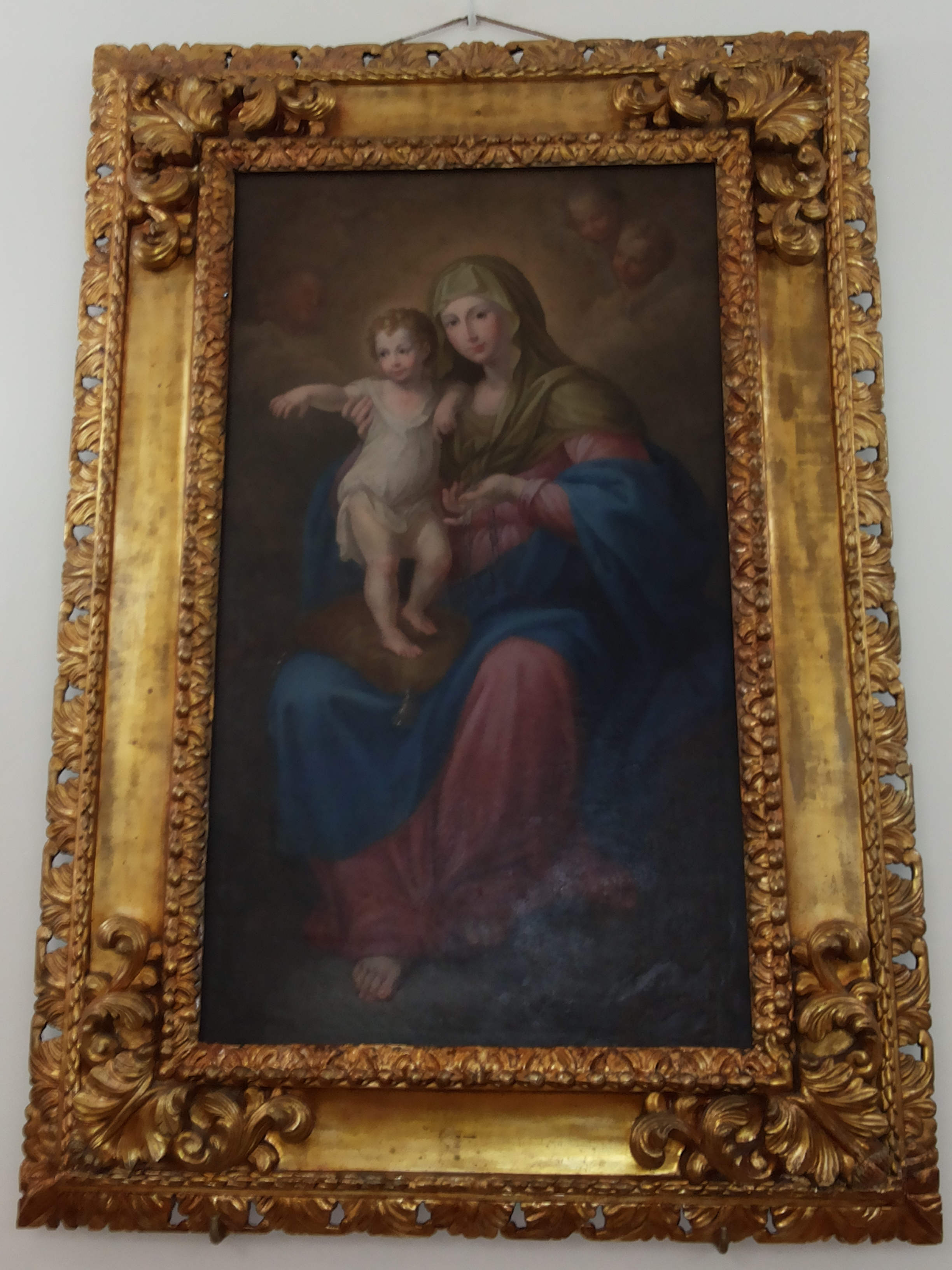
Dipinto della Madonna della Catena (Chiesa della Madonna della Catena)
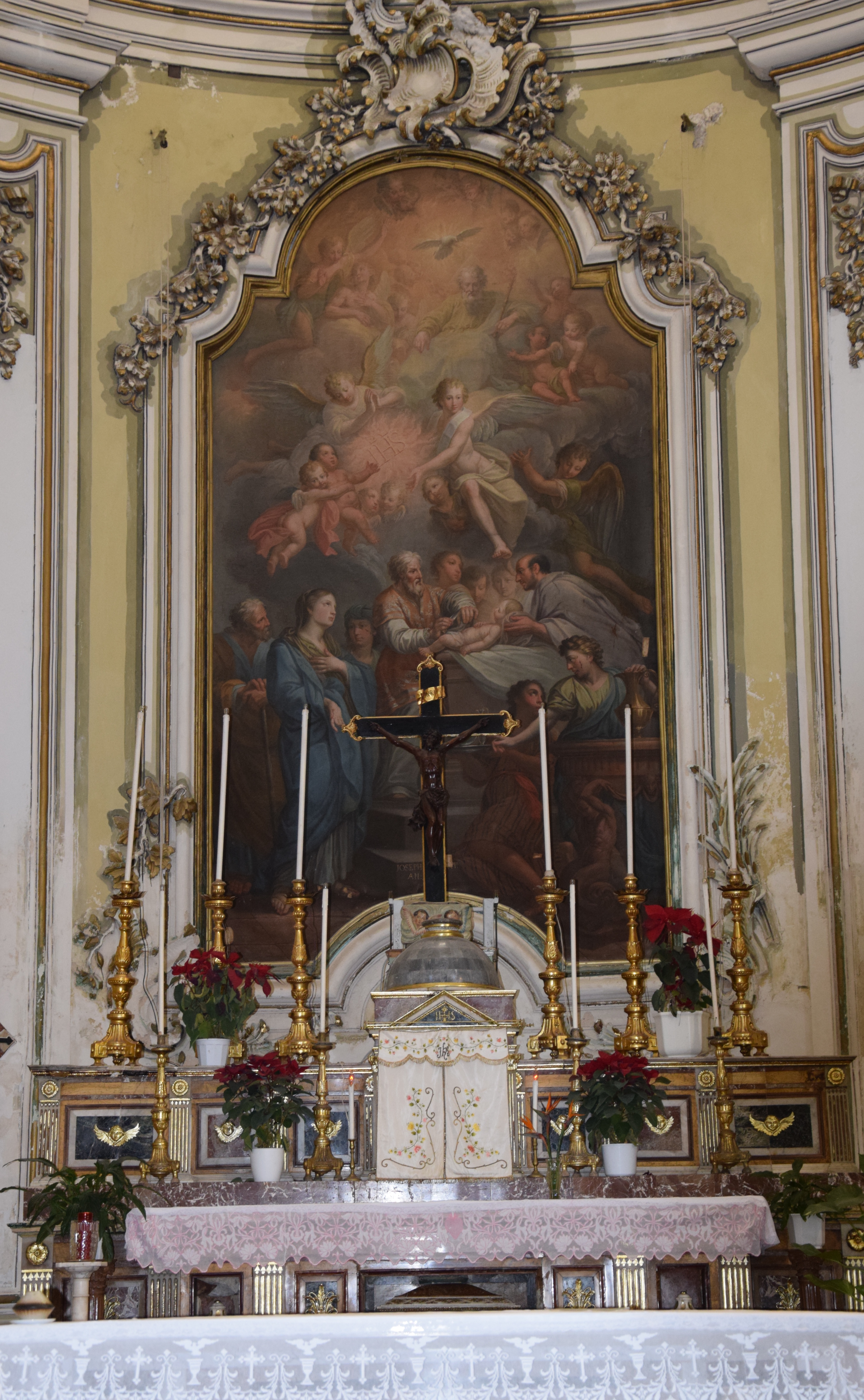
Circoncisione di Gesù (chiesa del Gesù)
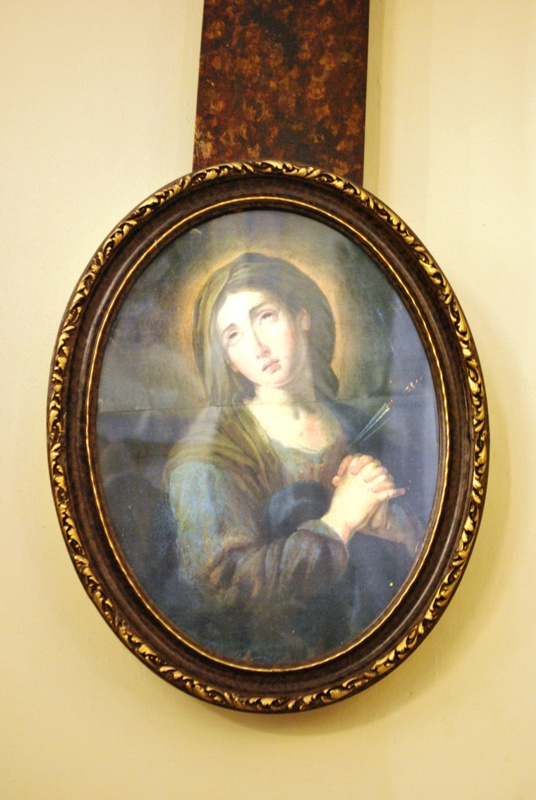
Addolorata (chiesa di San Francesco d'Assisi)
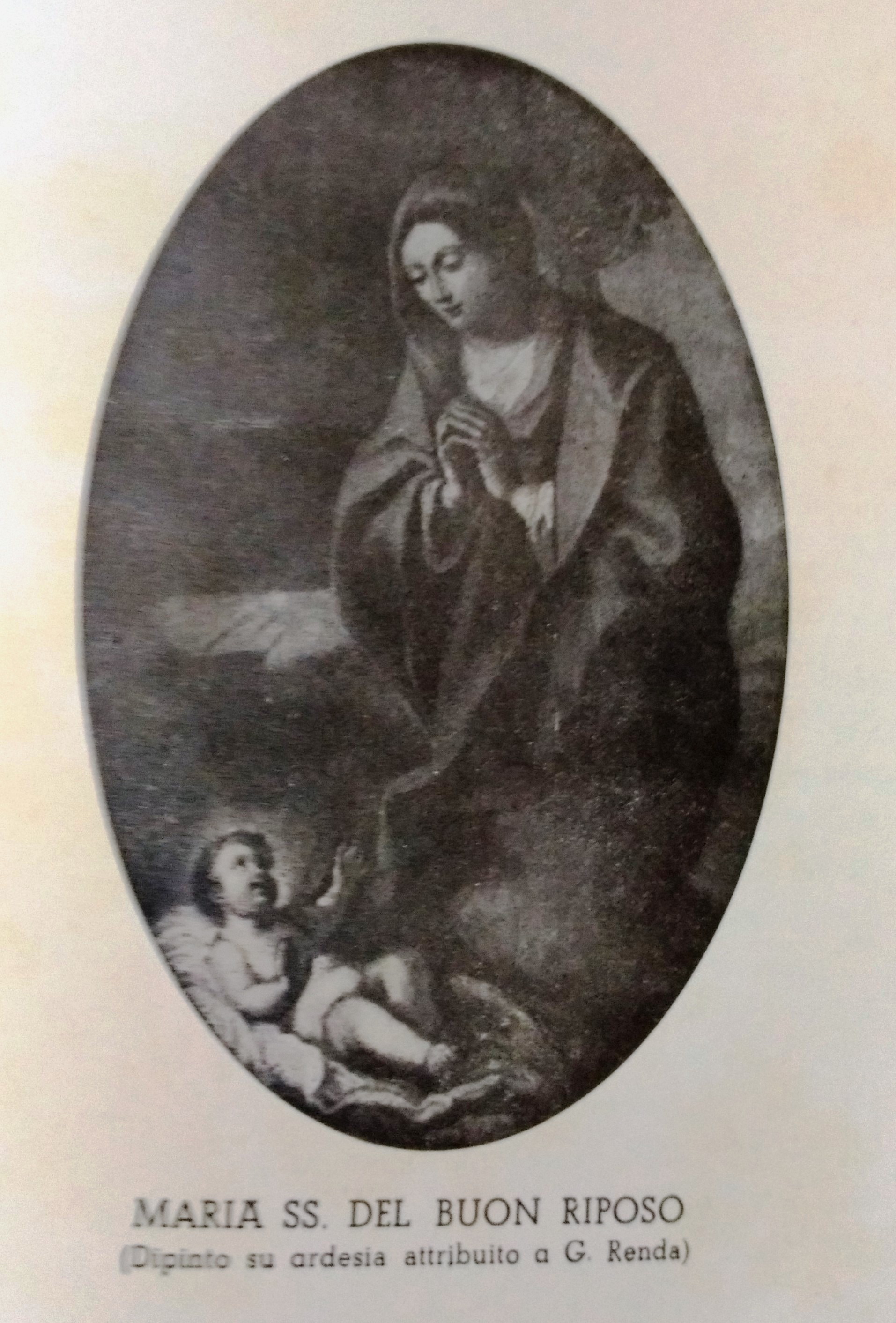
Madonna del Buon Riposo, dipinto su ardesia

Le opere del Renda custodite a Palermo sono:
- Madonna con il Bambino, detta "Madonna Bella" (1788), per un'edicola votiva in via Maqueda,[32] trafugata[3]
- Immacolata (attribuita), conservata all'interno della Basilica di San Francesco d'Assisi[34]
- Riposo in Egitto (attribuita), olio su tela in una collezione privata[35]
- Cuore immacolato di Maria e Gesù (attribuito), olio su tela in una collezione privata.[27]

A Trapani è custodito il Ritratto del Generale Giovan Battista Fardella, conservato al Museo Regionale Pepoli.
Nel Museo della chiesa madre ad Erice si trova un dipinto ad olio su tavola, a lui attribuito, che raffigura Sant'Isidoro Agricola.
Nella chiesa madre nuova di Castelbuono è custodito il dipinto ad olio su tela di San Giuseppe agonizzante.
Un dipinto ad olio su rame raffigurante l'Immacolata, attribuito al Renda, è custodito in una collezione privata a Roma. Sempre in una collezione privata a Roma si trova un dipinto ad olio su rame che raffigura il Redentore.
Altri suoi dipinti si trovano nella loggia della facciata principale di Villa Belmonte all'Acquasanta nei pressi del Monte Pellegrino.